# Baumgart Bálint
Baumgart Bálint (Memel, 1610. május 5. – Kolozsvár, 1672. január 12.) unitárius lelkész.

## Élete
Apja, Baumgart György a város főbírája volt. 17 éves korában Königsbergbe ment iskolába, ahol 3 év múlva az akadémiára került, és 1634-ben a szépművészetek és bölcselet mestere lett, és ugyanott bölcseleti előadásokat tartott. Amint anyagi helyzete megengedte, Hollandiába ment, és a leideni egyetemen 39 éves korában végezte tanulmányait. Ezután Regensburgba ment, ahol – jóllehet 1640-ben egy nyilvánosan tartott beszédében az általa védett Socinus tantételeit visszavonta – mégis a teológiai tanulmányokba mélyen belemerülvén, szabad gondolkozási iránya lelkiismeretét meghasonlásba hozta Luther tanaival. Ezért hazájából el kellett távoznia. 
Lengyelországba költözött s a lunklavicei iskola igazgatója lett; ott hét évig tanította a lengyel ifjúságot az unitárius hitelvekre. 1648. május 23-án a kolozsvári unitárius nagyobb iskola igazgatójává hívták meg, itt 1655-ig működött; ekkor a kolozsvári egyház szász nemzetiségű hívei előbb német prédikátoruknak, 1661-ben pedig első papnak választották meg, s e pályán haláláig működött. Latin emlékbeszédet tartott fölötte tanítványa, szentiváni Márkus Dániel, később unitárius püspök.

## Munkái
- Oratio revocatoria, habita Regiomonte 1640. 26. aug.
- Oratio, habita in funere… d. Antonii Czanadi, civis et mercatoris praecipui a V(alentino) B(aumgartho) 1651. 26. április.
- Convionis occasione loci Genes I. 26. habitae confutatio 1667
- Oratio funebris in honorem Francisci Jarmi, vice-capitanei Varadiensis, habita 21. martii 1651 (A két utóbbi munkáról nem bizonyos, valjon megjelentek-e nyomtatásban.)
- Diaphonia, seu diversitas confessionum reformatorum et unitariorum articulis sibi invicem oppositis XXVIII. punctis ad aperiendum hominibus oculos, breviter expressa. 1667 (Ezt magyarra fordította Pauli István, kolozsvári nagyobb iskolai tanár.)
- Examen disputationis theologicae de uno Deo in essentia Jehovah et trino in personis Elohim, Cibinii, 1667

Kézirati munkáit a Keresztény Magvető (1888.) felsorolja.